# Чучеры
Чучеры — деревня в Великоустюгском районе Вологодской области России.
Входит в состав Покровского сельского поселения, с точки зрения административно-территориального деления — в Покровский сельсовет.
Расстояние по автодороге до районного центра — Великого Устюга — 20 км, до центра муниципального образования — Ильинского — 10 км. Ближайшие населённые пункты — Кулаково, Новосёлово, Гришино, Родионовица, Михайловская.
По переписи 2002 года население составило 56 человек (27 мужчин, 29 женщин). Всё население — русские.
Здание, в котором находилась церковно-приходская школа в Чучерах — памятник архитектуры.